# 莫瑤
莫瑤（Mạc Dao，？—？），一作莫高，是越南莫朝開國君主莫登庸之六世祖。
1527年，莫登庸建立莫朝之後，追尊六世祖諡號弘基篤善宣休皇帝。

## 家族
- 長子明朝指揮使莫迪[1]
- 次子參政使、莫裕祖莫邃[1]
- 三子鹽運使莫遠[1]